# Port lotniczy Mukajras
Port lotniczy Mukajras – krajowy port lotniczy położony w mieście Mukajras, w Jemenie.